# Mũ cánh chuồn

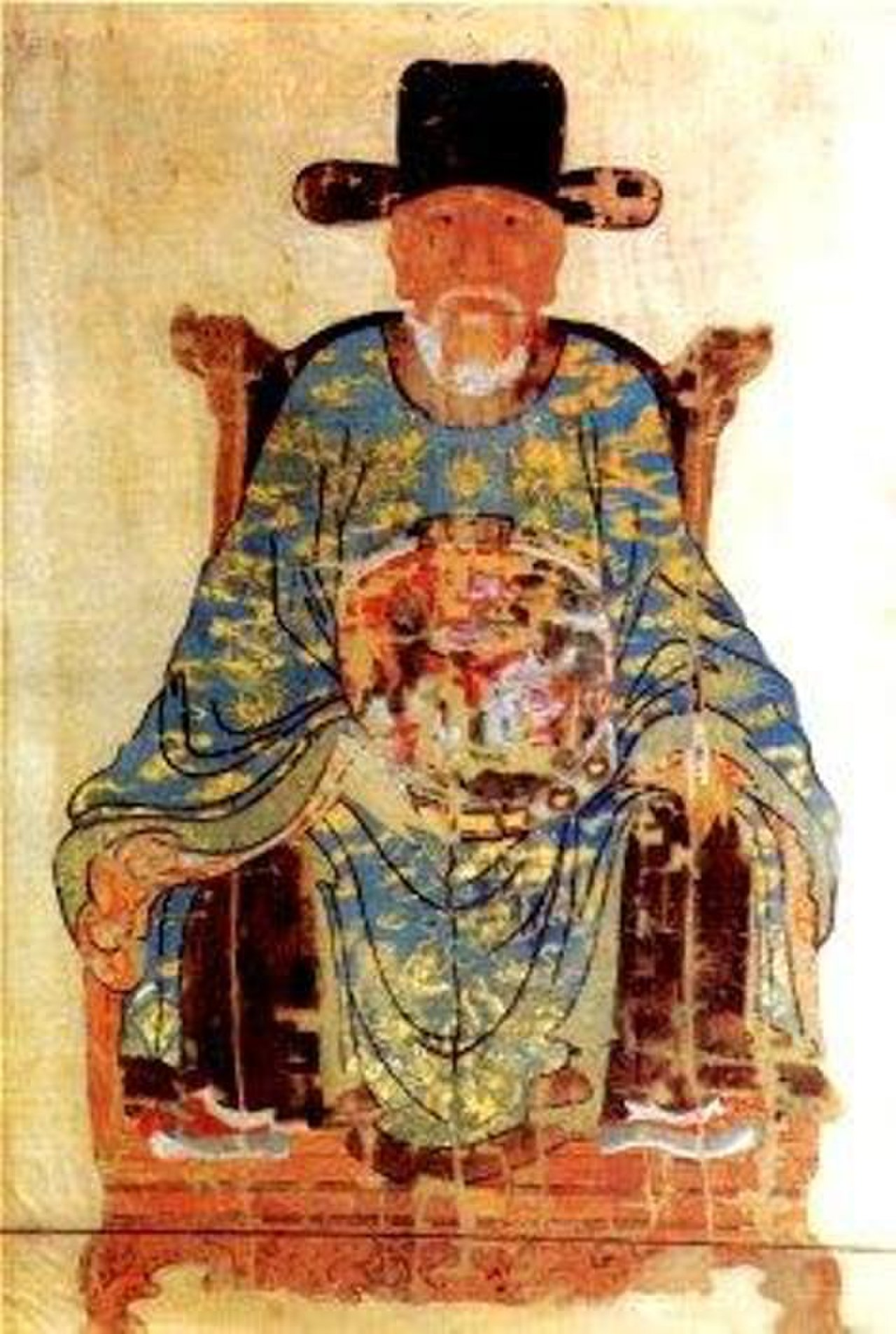
Tranh chân dung Nguyễn Trãi, quan đại thần nhà Hậu Lê, đầu đội mũ cánh chuồn

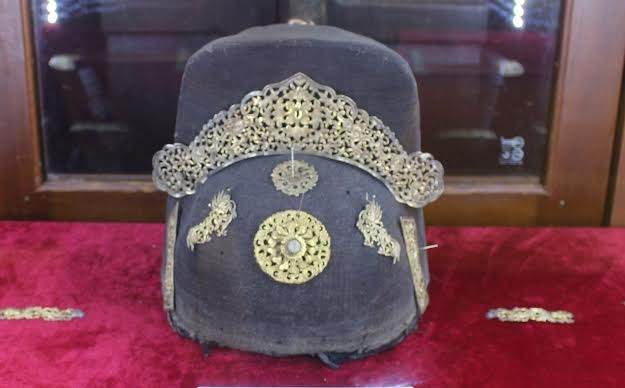
Mũ phốc đầu của quan nhà Nguyễn có đính bác sơn bằng vàng. Mũ thiếu hai cánh chuồn

Mũ cánh chuồn, còn gọi là mũ ô sa (chữ Hán: 烏紗帽, âm Hán Việt: ô sa mạo), là tên thông dụng gọi loại mũ của quan lại thời phong kiến Việt Nam và Á Đông dùng làm một phần trong trang phục khi chấp sự hoặc dự việc có tính cách nghi lễ. Mũ có dạng úp lên đầu, phần phía sau (gọi là hậu sơn) nhô cao hơn phần trán. Đặc biệt là hai bên tai có hai cánh, tương tự như cánh con chuồn chuồn.

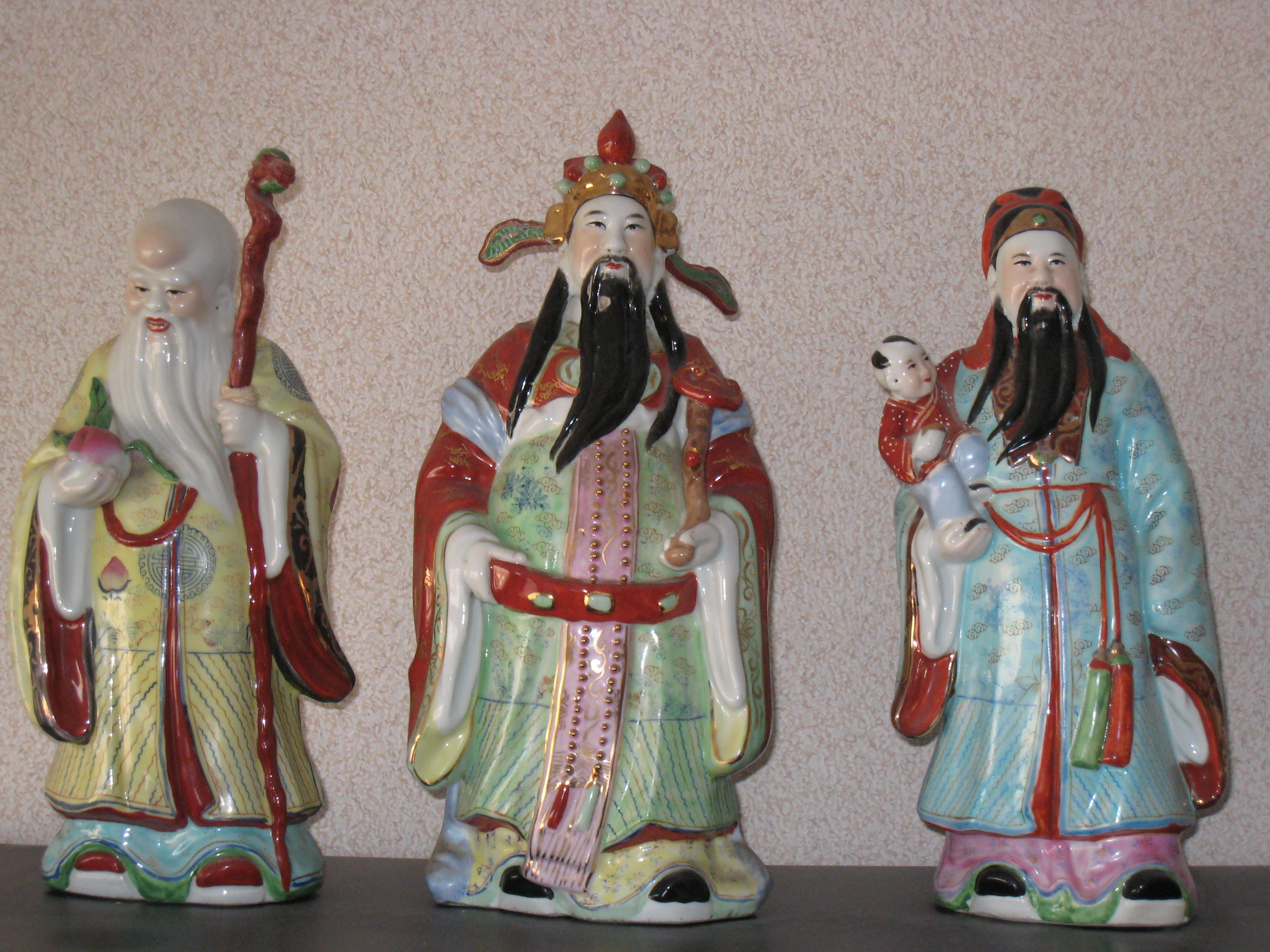
Tượng Tam Đa: vị thần Lộc đội mũ cánh chuồn đứng giữa

Trong văn hóa Việt Nam có những biểu tượng thông dụng như Tam Đa: Phúc, Lộc, Thọ; trong đó vị thần Lộc có hình dạng là vị quan đội mũ cánh chuồn.
Mũ cánh chuồn cũng xuất hiện trên mâm cỗ cúng táo quân, làm lễ vật cho ba vị thần bếp.

## Lịch sử

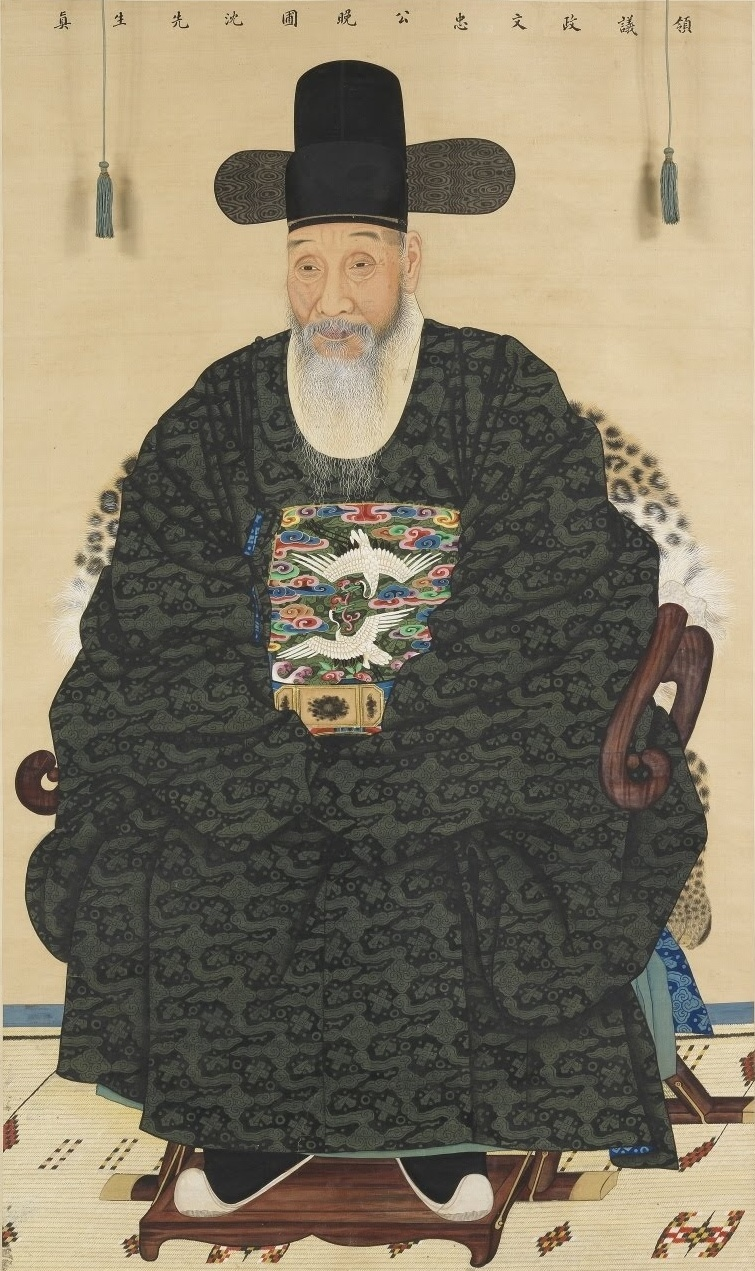
Sim Hwanji - vị quan Triều Tiên đội mũ ô sa

Mũ cánh chuồn trong sử sách nguyên thủy là mũ phốc đầu (幞頭), một biến thể của loại khăn chít trên đầu, hai đầu khăn bỏ rủ hai bên tai. Mũ này du nhập vào Việt Nam từ Trung Hoa vào thời nhà Tiền Lê. Thời nhà Hậu Lê thì triều đình chỉ định dùng mũ cánh chuồn, lúc bấy giờ gọi là mũ ô sa là một phần phẩm phục cho các quan. Tùy phẩm cấp mà dùng mũ trơn hay đính thêm những trang sức bằng quý kim có tính cách trang trí nhưng cũng là cách phân biệt phẩm trật. Mũ cánh chuồn được dùng cho đến hết thời nhà Nguyễn tại Việt Nam với tên gọi là mũ Phốc đầu. Sử sách nhà Nguyễn phân biệt mũ Phốc đầu thành hai loại: Loại thứ nhất dáng tròn dành cho quan văn, loại thứ hai dáng vuông dành cho quan võ. cả hai loại đều được đan bằng Mã vĩ (lông đuôi ngựa). tùy theo phẩm trật mà sẽ có thêm các trang sức mũ khác nhau như: Giao long, bác sơn, như ý, hoa,..